# Hlasatel český
Hlasatel český byl časopis vydávaný na začátku 19. století českým spisovatelem Janem Nejedlým. Vycházel mezi rokem 1806 a 1808, poté Nejedlý jeho vydávání zastavil a obnovil je až roku 1818, kdy vycházejí tři čísla časopisu, načež je definitivně ukončil na konci roku 1819.

## Program Hlasatele českého
Jan Nejedlý chtěl Hlasatelem oslovit široké čtenářské publikum. V Promluvení k Hlasateli roku 1806 o svém časopise píše: „Projdi směle i předních pánů skvostné a nádherné domy i nízké obyvatelů chaloupky“. Tento program ostatně dokládá i velká různorodost příspěvků. V časopise rozeznáváme několik základních tendencí. Je to na prvním místě snaha o vytváření náročné české literatury. Tuto linii reprezentují především překlady z moderních a antických literatur, ovšem je zastoupena i některými kusy původními. Jiný okruh příspěvků představují populárně naučná pojednání. „Vzdělání mysli“ má totiž v Hlasateli vedle „rozšíření a zvelebení jazyka a literatury české“ rovněž své důležité místo. K dalším významným zaměřením časopisu patří pěstování literatury pro mládež, zveřejňování dílek zábavných a oddechových, vydávání básní (navzdory původním představám o příspěvcích pouze prozaických). Největší význam Hlasatele českého spočívá v programových článcích Jana Nejedlého a Josefa Jungmanna, O lásce k vlasti a O jazyku českém.

## Přispěvatelé
Nejplodnějším spisovatelem Hlasatele českého je Jan Nejedlý. Objem jeho prací tvoří asi jednu třetinu všech ročníků časopisu. Mezi jeho příspěvky patří populárně naučné stati z různých vědních oborů, vlastenecké promluvy, články s tendencí osvícenskou, pojednání o Danieli Adamu z Veleslavína, překlady z klasiků i moderních spisovatelů, cestopisy, idyly, různé druhy povídek, bajky, básně. Vedle Jana Nejedlého sem přispíval od prvního ročníku jeho bratr Vojtěch Nejedlý, Josef Jungmann, František Jan Tomsa a Josef Ziegler, v dalších ročnících Josef Rautenkranc, V.M. Kramerius, B. J. Dlabač, Vincenc Zahradník, Antonín Marek, Samuel Rožnay a další.

## Obsah Hlasatele českého

### Programové články
V prvním čísle Hlasatele českého (1806) vyšly dva programové články, O lásce k vlasti a O jazyku českém. První článek je příspěvkem Jana Nejedlého, druhý pochází od Josefa Jungmanna (ve 3. čísle jej autor doplnil o druhé, stejnojmenné pojednání). Stanoviska, vyjádřená Jungmannem a Nejedlým v těchto časopiseckých příspěvcích, se stala základním kamenem nového českého národního programu, jenž po dlouhou dobu určoval směr národního hnutí.

#### O jazyku českém
Dvě Jungmannova „rozmlouvání“ O jazyku českém jsou dnes známější než článek Nejedlého. V prvním rozmlouvání vystupuje Daniel Adam z Veleslavína (zástupce vyspělé české minulosti) a dva současní vzdělanci, Čech a Němec. Jádrem dialogu je spor o užitečnost českého jazyka pro domácí obyvatelstvo. Novověký odrodilý Čech tvrdí, že „kto šest v těle a topry kapát na tělo má, ten šesky mlufit hanba“. Veleslavín zde naopak reprezentuje obhájce českého jazyka. Poukazuje na vysokou úroveň starší české literatury (zejména humanistického období). Veleslavína, zdrceného poznáním postoje většiny současných Čechů k českému jazyku a dílům českých klasiků, utěšuje Němec, hlásající ideje německého romantického nacionalismu. Ten říká, že „živ jest národ ten, jehožto jazyk zcela nepošel“. Vyzývá Čechy, aby pečovali o svůj jazyk a literaturu, podobně jako to dělali Němci v minulém století. Ve druhém rozmlouvání stojí proti sobě Slavomil (obránce nacionálního smýšlení) a Protiva (kosmopolita). Protiva pokládá vzdělávání českého jazyka za zbytečné, poukazuje na všechny výhody užívání německého jazyka. Jeho argumenty mají své opodstatnění, ovšem souvisí z velké části pouze s kulturní problematikou. Slavomil vedle toho zdůrazňuje význam českého jazyka pro identifikaci českého národa, směřuje tedy především k otázkám státoprávním, politickým. Existenciální důležitost vztahu národ - jazyk dokládá na mnohých příkladech. Obě rozmlouvání jsou nesena společnou tezí. Základním charakterizačním znakem každého národa je jazyk, bez existence vlastního jazyka neexistuje ani národ.

#### O lásce k vlasti
Z obdobného stanoviska vychází i Jan Nejedlý, který své myšlenky formuluje v článku nazvaném O lásce k vlasti. Zatímco Jungmann - po vzoru antického spisovatele Lukiána - zvolil pro své pojednání o jazyce formu satirického dialogu, Nejedlý svůj příspěvek koncipoval jako vlasteneckou promluvu v duchu balbínovské apologie. Na Balbína a další obránce českého jazyka ostatně navazuje v některých argumentech. Jeho článek však přináší rovněž myšlenky zcela nové, vznikající a šířící se teprve v době na přelomu století. V úvodu Nejedlý zdůrazňuje význam vlasti, kterou v hierarchii pozemských hodnot klade jednoznačně na nejvyšší místo. Přisuzuje jí podobu jakési mytologické bytosti: Vlast má pro člověka a lidské společenství zásadní význam, důležitost její funkce Nejedlý vysvětluje v četných přirovnáních (vlast jako matka, živitelka, útočiště, apod.). Za vzor dokonalých vlastenců pokládá Nejedlý staré Řeky a Římany, pro něž bylo největší ctností „obětování práce i života pro otčinu“ a nejhorším trestem „vypovědění do ciziny“. Současně však poukazuje i na patriotismus příslušníků současných evropských národů.
Národ (zde pojem volně zaměňovaný se slovem „vlast“) definuje Nejedlý na základě dvou hlavních znaků, vlastního jazyka a mravů. V jeho článku tedy čteme: „Každý národ mateřským jazykem a mravy svými od každého jiného národu se dělí a podle těch dvou jedině ode všech jiných národů se rozeznává; promění-li tyto dvě podstatné věci, tedy přestane býti tím národem, kterýmž jest a jiným národem učiněn.“ Jan Nejedlý dále ostře kritizuje všechny odrodilce, kteří „ošemetným a nepřirozeným způsobem jazyku a mravům matky své se odučili.“ Ve druhé části promluvy přechází Nejedlý od obecných charakteristik národa (či vlasti) přímo k problematice českého národa, především tedy českého jazyka. Poukazuje na slavnou minulost Čechů a jmenuje významné osobnosti českých dějin, které se zasloužily o rozšiřování českého jazyka. Připomíná zásluhy Karla IV., Jana Žižky, Rudolfa II., české šlechty v 15. a 16. století (a ještě na počátku 17. století, např. při generálním sněmu roku 1615). Zvláštní pozornost věnuje spisovatelům doby humanistické a literátům, kteří navazovali na její tradici, mezi nimiž mají přední místo „dva naši Ciceronové“, Daniel Adam z Veleslavína a Jan Amos Komenský. V závěru svého článku hodnotí Jan Nejedlý současnou situaci českého jazyka a pohlíží s optimismem do budoucna.
Nejedlý i Jungmann čerpali z argumentů starších obran českého jazyka (Balbín, Thám, Hanke, aj.) a zároveň byli ovlivňováni tezemi vznikajícího německého nacionalismu a německým romantismem.

### Překlady z antické literatury
Překladům z antického písemnictví jsou věnovány oddíly Řecká literatura a Římská literatura. Nejedlý sem zařadil několik starších překladů z 16. století (např. Veleslavínovy překlady z Cicerona a Tita Livia), Převážnou část této rubriky však vyplňují nové překlady. Nejoblíbenějším starověkým autorem je syrský filosof Lukianos. Jeho řecky psané dialogy zde převádějí do češtiny Jan Nejedlý, Josef Jungmann a Josef Ziegler. K dalším překladům z řečtiny patří zejména ukázky z Theokrita (Jan Nejedlý) a Anakreonta (např. Samuel Rožnay). Mezi převody z latiny mají největší zastoupení ukázky z díla Cornelia Nepota. Jejich nejhorlivějším překladatelem byl kněz Josef Miloslav Rautenkranc.

### Překlady moderních spisovatelů
Velkým vkladem do počátků novočeského překladatelství a obecně do rozvoje novodobé české umělecké literatury jsou překlady děl moderních (především západoevropských) autorů. V Hlasateli českém nacházíme překlady převážně německých a anglických autorů, ovšem nechybí zde ani převody z jiných jazyků (francouzština, ruština), vybraných děl jak prozaických, tak básnických. Nejvýznamnějším překladatelem veršovaných děl je Josef Jungmann. Z němčiny převádí proslulou baladu Lenora Gottfrieda Augusta Bürgera, z angličtiny reflexívně lyrickou báseň Thomase Graye Elegie na hrobkách veských a dvě ukázky z díla svého oblíbeného básníka Alexandra Popa (Psaní Eloyzy Abelardovi a Lazebnice).
Náročný úkol na sebe vzal František Mysliveček, který se pokusil přeložit z němčiny - do prozaické podoby - 2. a 4.zpěv z monumentálního náboženského eposu Mesiáš autora Friedricha Gottlieba Klopstocka. Mezi prozaickými překlady zaujímají čelní místo práce Jana Nejedlého. Nejedlý překládá „pastýřské zpěvy“ Alexandra Popa, z němčiny převádí idylu Ewalda von Kleist Irin (pod názvem Ladislav) a Gessnerovu idylu Menalkas a Ešines, z francouzštiny novelu Kamiré, příběh amerikánský Jeana Pierra de Florian. K dalším překladatelům próz moderních spisovatelů patří například J. Rautenkranc, J. Jungmann, I. Schiessler.
Publikace českých překladů v Hlasateli českém byla v mnoha směrech přínosným činem. Překlady z vyspělých jazyků umožňovaly přispěvatelům vyzkoušet bohatost a rozmanitost češtiny (a na složitých místech prověřovaly jejich tvůrčí schopnosti), což přispívalo ke zdokonalování česky psané produkce. Nezanedbatelnou úlohu sehrály též v oblasti literární recepce. Český čtenář totiž nadále nezůstával v zajetí pokleslých či zlidovělých literárních struktur, které přinášely prózy pro lid a knížky lidového čtení, ale mohl přistoupit k literatuře hodnotnější (po stránce jazykové i tematické). Tím si postupně zvykal na četbu náročnějších literárních děl. Navíc byly překlady, jako průkopnická díla, odrazovým můstkem pro literární činnost dalších generací českých spisovatelů.

### Populárně naučné články

#### Umění přirozených věcí aneb Fyzika
Od 2. čísla 1. ročníku začíná Nejedlý v Hlasateli publikovat rozsáhlý cyklus teoretických prací, nazvaný Umění přirozených věcí aneb Fyzika. Mezi 1. a 4. ročníkem stihl zveřejnit osm pokračování (o 11 kapitolách). Cyklus není původním dílem Nejedlého, pochází od neznámého autora. Jan Nejedlý jej přeložil, některé části pravděpodobně upravil podle svého. Jednotlivé kapitoly pojednávají o různých předmětech zkoumání vědních disciplín fyziky. Po úvodní kapitole a kapitolách, zabývajících se obecnými vlastnostmi těles, následují pojednání o vlastnostech vody, vzduchu, ohně, elektřiny, apod. Kapitoly mají podobnou osnovu. Po vypsání vlastností daného jevu následují vždy některé z těchto podkapitol: Obrácení k pověře, Příběh, Poznamenání. V nich autor dokládá své vysvětlení na nějakém praktickém příkladu. Zejména pomocí „obrácení k pověře“ může čtenáři dobře objasnit fungování některého z fyzikálních zákonů. Vysvětlí-li totiž tímto zákonem některou z tradičních pověr nebo zdánlivě nadpřirozený úkaz, je účinek na čtenáře větší a pochopení snadnější. Cílem jednotlivých statí v cyklu Umění přirozených věcí aneb Fyzika je poučení čtenáře o fyzikálních jevech a o vlastnostech věcí, v duchu osvícenském pak odvrat čtenáře od škodlivých pověr a jeho orientaci na vlastní kritický úsudek.

#### Z historie přirozených věcí
Druhým souborem populárně naučných článků od Jana Nejedlého je cyklus Z historie přirozených věcí. Na rozdíl od Umění přirozených věcí není tento soubor kompaktním celkem, ale spíše řadou vybraných pojednání z oblasti zoologie. Autor v nich popisuje různá cizokrajná zvířata, jejich vlastnosti a zvláštní schopnosti. V prvním čísle 1. ročníku Hlasatele například Nejedlý seznamuje čtenáře s chováním opic, ve 2. čísle píše o nejdelším hadu na světě, ve 3. čísle o slonech atd. Osvícenská stanoviska nacházíme v nejčistší podobě v těch pojednáních, kde Nejedlý bojuje proti pověrám a proti utkvělým představám. Čtenáře, zvyklého na nejrůznější tajemné příběhy z kramářských písní a knížek lidového čtení, často přiláká k četbě dlouhým a přitažlivým názvem, jenž napodobuje názvy těchto děl, a předloží mu zdánlivě nevysvětlitelnou záhadu v podobě krátkého příběhu. Po skončení daného vyprávění čtenáři vysvětluje, že vše záhadné, ač sebevíc nejasné a nepochopitelné, lze objasnit pomocí pravidelně fungujících přírodních zákonů. Tento druh publicistické práce rozhodně nebyl a není bez významu. Soudobého čtenáře odvracel od pověry a nás naopak upozorňuje na to, jaké představy o přírodě byly tehdy - v 18. století - běžné. Nejedlého články tak mají svůj specifický folkloristický význam.

## Přestávka mezi 3. a 4. ročníkem
Hlasatel český vycházel mezi rokem 1806 a 1808, poté Nejedlý jeho vydávání zastavil a obnovil je až roku 1818, kdy vycházejí tři čísla časopisu, načež je definitivně ukončil na konci roku 1819 (tehdy vychází jedno číslo pro doplnění předchozího ročníku). Důvodů pro nucené zastavení bylo hned několik. V předmluvě ke čtvrtému ročníku Hlasatele (nazvané Vlastenecká rozmluva) čteme tato slova Jana Nejedlého: „Válka strašlivá v roce 1809 mezi rakouským dvorem a Francouzi vzniklá, změna v penězích roku 1811 zběhlá i opět léta 1813 a 1814 válka obnovená a po všecken ten čas nesmírná drahota a potřeba nátlaku velkého k vytištění spisů dostateční jsou důvodové, kteří vydavatele vymluvena činí.“ Tolik vysvětlení vydavatele. Tyto předložené důvody je ovšem nutno doplnit o několik dalších. V letech 1803-1809 pracoval Nejedlý jako advokátní koncipient v různých advokátních kancelářích, aby rozšířil své příjmy z profesorského platu, a mohl si zajistit lepší živobytí (vzhledem k obrovským výdajům, které šly z velké části i do vlasteneckých aktivit, zejména do vydávání knih). Roku 1809 uvítal možnost otevřít si samostatnou kancelář a získat vlastní klientelu. Od tohoto roku Nejedlý - vedle své činnosti pedagogické - pracuje jako advokát s relativně vysokými příjmy. Mimo advokátní praxi byl Jan Nejedlý (od roku 1810) zaneprázdněn i jinou činností. Dvorní zákonodárná komise jej požádala, aby revidoval český překlad nového občanského zákoníku. K tomu je ještě nutné připočíst Nejedlého jaterní nemoc, která si vyžadovala dlouhého léčení. Její příznaky se začínají objevovat přibližně kolem roku 1812.